# Communauté de communes du Jovinien
La  communauté de communes du Jovinien est une communauté de communes française, située dans le département de l'Yonne en région Bourgogne-Franche-Comté. 

## Historique
La communauté de communes a été créée par un arrêté préfectoral du 17 décembre 2002 qui a pris effet le 1er janvier 2003 et était alors composée des six communes de Béon, Bussy-en-Othe, Champlay, Joigny, Looze et Villecien. Le 1er janvier 2011 entre la commune de Saint-Aubin-sur-Yonne. Le 1er janvier 2012, les communes de Cézy, Chamvres, Paroy-sur-Tholon, La-Celle-Saint-Cyr et Brion la rejoignent.
Six communes s'ajoutent aux douze membres le 1er janvier 2013 : il s'agit de Cudot, Précy-sur-Vrin, Saint-Martin-d'Ordon, Saint-Romain-le-Preux, Sépeaux et Verlin.
Au 1er janvier 2014, la communauté de communes compte 21 communes après l'intégration des communes de Saint-Julien-du-Sault, Saint-Loup-d'Ordon et Villevallier, jusqu'alors « isolées » (ne faisant partie d'aucun ÉPCI).
Le 6 janvier 2014, la commune de Saint-Loup-d'Ordon demande à quitter la communauté de communes au 31 décembre 2014, afin de rejoindre la communauté de communes du Betz et de la Cléry, qui correspond davantage à son bassin de vie. Le 26 juin 2014, le conseil communautaire accède à cette demande. Ce changement est définitivement acté le 18 décembre 2014. Ainsi, au 1er janvier 2015, la communauté de communes compte 20 communes membres.

## Territoire communautaire

### Géographie
Grâce à son riche patrimoine, la communauté de communes du Jovinien est labellisée Pays d'art et d'histoire[réf. nécessaire]. 

### Composition
En 2023, la communauté de communes est composée des 19 communes suivantes :

| Nom                   | Code Insee | Gentilé        | Superficie (km2) | Population (dernière pop. légale) | Densité (hab./km2) |
| --------------------- | ---------- | -------------- | ---------------- | --------------------------------- | ------------------ |
| Joigny (siège)        | 89206      | Joviniens      | 46,67            | 9 055 (2022)                      | 194                |
| Béon                  | 89037      | Béonnais       | 15,41            | 524 (2022)                        | 34                 |
| Brion                 | 89056      | Brionais       | 16,5             | 614 (2022)                        | 37                 |
| Bussy-en-Othe         | 89059      | Bussyats       | 56,5             | 696 (2022)                        | 12                 |
| La Celle-Saint-Cyr    | 89063      |                | 18,57            | 842 (2022)                        | 45                 |
| Cézy                  | 89067      | Cézycois       | 16,02            | 1 081 (2022)                      | 67                 |
| Champlay              | 89075      | Campo-Laïciens | 21,08            | 757 (2022)                        | 36                 |
| Chamvres              | 89079      | Chamberiots    | 5,58             | 656 (2022)                        | 118                |
| Cudot                 | 89133      | Cudotiens      | 19,11            | 392 (2022)                        | 21                 |
| Looze                 | 89230      | Looziens       | 6,36             | 438 (2022)                        | 69                 |
| Paroy-sur-Tholon      | 89289      |                | 4,21             | 297 (2022)                        | 71                 |
| Précy-sur-Vrin        | 89313      | Précycois      | 21,16            | 430 (2022)                        | 20                 |
| Saint-Aubin-sur-Yonne | 89335      | Aubinois       | 8,87             | 435 (2022)                        | 49                 |
| Saint-Julien-du-Sault | 89348      | Saltusiens     | 23,81            | 2 202 (2022)                      | 92                 |
| Saint-Martin-d'Ordon  | 89353      |                | 10,17            | 420 (2022)                        | 41                 |
| Sépeaux-Saint Romain  | 89388      |                | 30,27            | 489 (2022)                        | 16                 |
| Verlin                | 89440      | Verlinois      | 14,1             | 407 (2022)                        | 29                 |
| Villecien             | 89452      |                | 7,6              | 348 (2022)                        | 46                 |
| Villevallier          | 89468      | Villevalérien  | 8,37             | 417 (2022)                        | 50                 |

### Démographie
| 1968   | 1975   | 1982   | 1990   | 1999   | 2009   | 2014   | 2020   |
| ------ | ------ | ------ | ------ | ------ | ------ | ------ | ------ |
| 18 395 | 20 290 | 19 376 | 20 018 | 21 074 | 22 130 | 21 490 | 20 806 |

## Organisation

### Siège
Le siège de la communauté de communes est situé à Joigny, 11 Quai du 1er Dragons.

### Élus
La communauté de communes est administrée par son conseil communautaire, composé pour la mandature 2020-2026 de 50 conseillers municipaux représentant chacune des  communes membres et répartis sensiblement en fonction de leur population : 

- 19 délégués pour Joigny ;

- 6 délégués pour Saint-Julien-du-Sault ;

- 3 délégués pour Cézy ;

- 2 délégués pour La Celle-Saint-Cyr, Bussy-en-Othe, Champlay, Chamvres, Brion et Sépeaux-Saint-Romain ;

- 1 délégué ou son suppléant pour les autres communes.
Au terme des élections municipales de 2020 dans l'Yonne, le conseil communautaire renouvelé a réélu le 15 juillet 2020 son président, Nicolas Soret, maire de Joigny — qui était, lors de sa première élection en 2008, le plus jeune président d'intercommunalité de France — ainsi que ses 9 vice-présidents, qui sont : 
1. Catherine Decuyper, maire de Bussy-en-Othe, chargée  des ressources humaines, du relais petite enfance et de la  piscine ;
2. Laurent Chat, maire de Looze, chargé des travaux et de la voirie ;
3. Gérard Vergneau, maire de Cudot, chargé de l'aménagement du territoire, GEMAPI et du tourisme ;
4. Jean-Pierre Baussart, maire de Saint-Aubin-sur-Yonne, chargé des finances ;
5. Jean-Pierre Barret, maire de Champlay, chargé des déchets et des déchetteries ;
6. Didier Mignon, maire de Sepeaux-Saint-Romain, chargé de l'habitat ;
7. Gilles-Maxime Poiblanc, maire de Verlin, chargé de l'urbanisme.
8. Frédérique Colas, adjointe au maire de Joigny, chargée du développement économique et numérique
9. Claude Sciboz, adjoint au maire de Cézy, chargé de l'environnement, du développent durable, de la biodiversité et de la transition énergétique

### Liste des présidents
| Période | Période                        | Identité          | Étiquette | Qualité |
| ------- | ------------------------------ | ----------------- | --------- | --- |
| 2003    | 2008                           | Philippe Auberger | UMP       | Maire de Joigny (1977 → 2008) Député de l'Yonne (3e circ.) (1988 → 2007) |
| 2008    | En cours (au 19 décembre 2023) | Nicolas Soret     | PS        | Cadre supérieur Maire de Joigny (2020 → ) Conseiller départemental de Joigny (2015 → 2020) Conseiller régional de Bourgogne-Franche-Comté (2021 → ) Vice-président du conseil régional de Bourgogne-Franche-Comté (2021 → ) Réélu pour le mandat 2020-2026, |

### Compétences
La communauté de communes exerce les compétences qui lui ont été transférées par les communes membres, dans les conditions déterminées par le code général des collectivités territoriales. Il s'agit de[réf. nécessaire] : 
- Collecte et traitement des déchets des ménages et déchets assimilés
- Création, aménagement, entretien et gestion de zone d'activités industrielle, commerciale, tertiaire, artisanale ou touristique
- Action de développement économique (Soutien des activités industrielles, commerciales ou de l'emploi, Soutien des activités agricoles et forestières...)
- Schéma de cohérence territoriale (SCOT)
- Création et réalisation de zone d'aménagement concertée (ZAC)
- Aménagement rural
- Création, aménagement, entretien de la voirie
- Programme local de l'habitat
- Opération programmée d'amélioration de l'habitat (OPAH)
- Autres

### Régime fiscal et budget
La communauté de communes est un établissement public de coopération intercommunale à fiscalité propre.
Afin de financer l'exercice de ses compétences, l'intercommunalité perçoit la fiscalité professionnelle unique (FPU) – qui a succédé à la taxe professionnelle unique (TPU) – et assure une péréquation de ressources entre les communes résidentielles et celles dotées de zones d'activité.
Elle ne reverse pas de dotation de solidarité communautaire (DSC) à ses communes membres.

## Projets et réalisations
Conformément aux dispositions légales, une communauté de communes a pour objet d'associer des « communes au sein d'un espace de solidarité, en vue de l'élaboration d'un projet commun de développement et d'aménagement de l'espace ».